# Baustraße (Wismar)

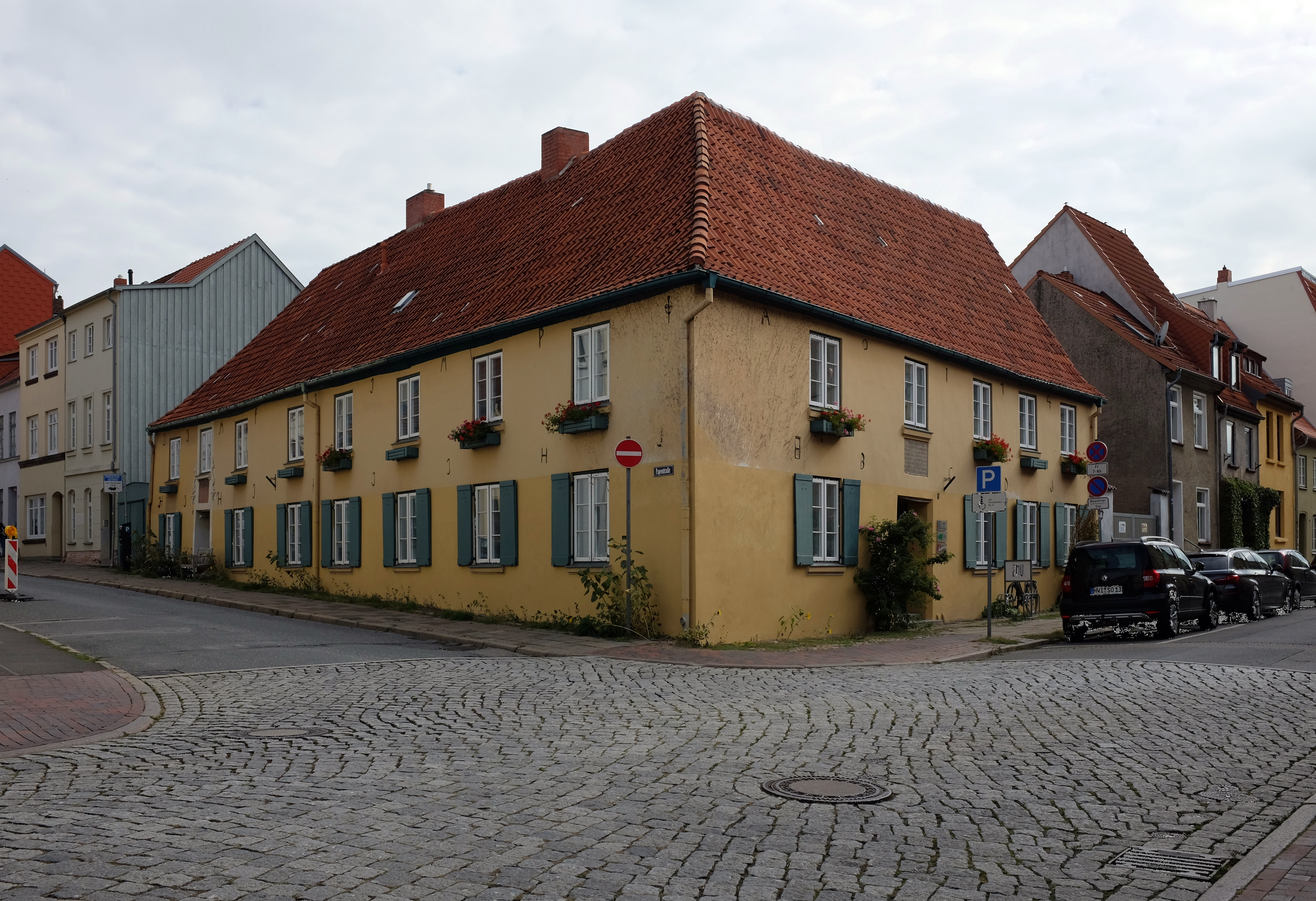
Nr. 27, Ecke Papenstraße Nr. 16

Die historische Baustraße befindet sich in Wismar in der Altstadt, die wie der Alte Hafen unter dem besonderen Schutz der UNESCO steht, nachdem Wismar 2002 in die Welterbeliste aufgenommen wurde.
Sie führt in Südost-Nordwest-Richtung von der Straße Am Schilde / Kurze Baustraße / Dankwartstraße bis zur Lübschen Straße und Claus-Jesup-Straße zum Alten Hafen.

## Nebenstraßen

Wismar zur Zeit der Hanse

Die Nebenstraßen und Anschlussstraßen wurden benannt als Am Schilde nach ihrer früher schildhaften Form, Kurze Baustraße, Dankwartstraße nach dem Schmied Tangmar, der 1250 hier seine Schmiede hatte, Papenstraße 1318 platea clericorum, 1434 papenstrate, um 1500 presterstrate nach den Klerikern bzw. Priestern, Petriberg nach dem ehemaligen Petri-Thor in der Stadtmauer, Stavenstraße (stave=Stube) nach den früheren kleinen Badestuben (um 1833 Stamerstraße nach einer Familie), St.-Georgen-Kirchhof nach der Georgenkirche, Badstaven früher Stavenstraße nach der niederdeutschen Bezeichnung für eine öffentliche Badestube, Lübsche Straße nach der Hansestadt Lübeck (früher Lübekerstraße) und Claus-Jesup-Straße nach dem aufständischen Bürgermeister zu Beginn des 15. Jahrhunderts.

## Geschichte

### Name
Die 1290 erwähnte Baustraße und die Kurze Baustraße wurden benannt nach den (Bau-)Leuten die als Ackerbürger hier bauen durften. Von 1946 bis 1993 hieß sie Rosa-Luxemburg-Straße nach der 1919 in Berlin ermordeten Sozialistin.

### Entwicklung

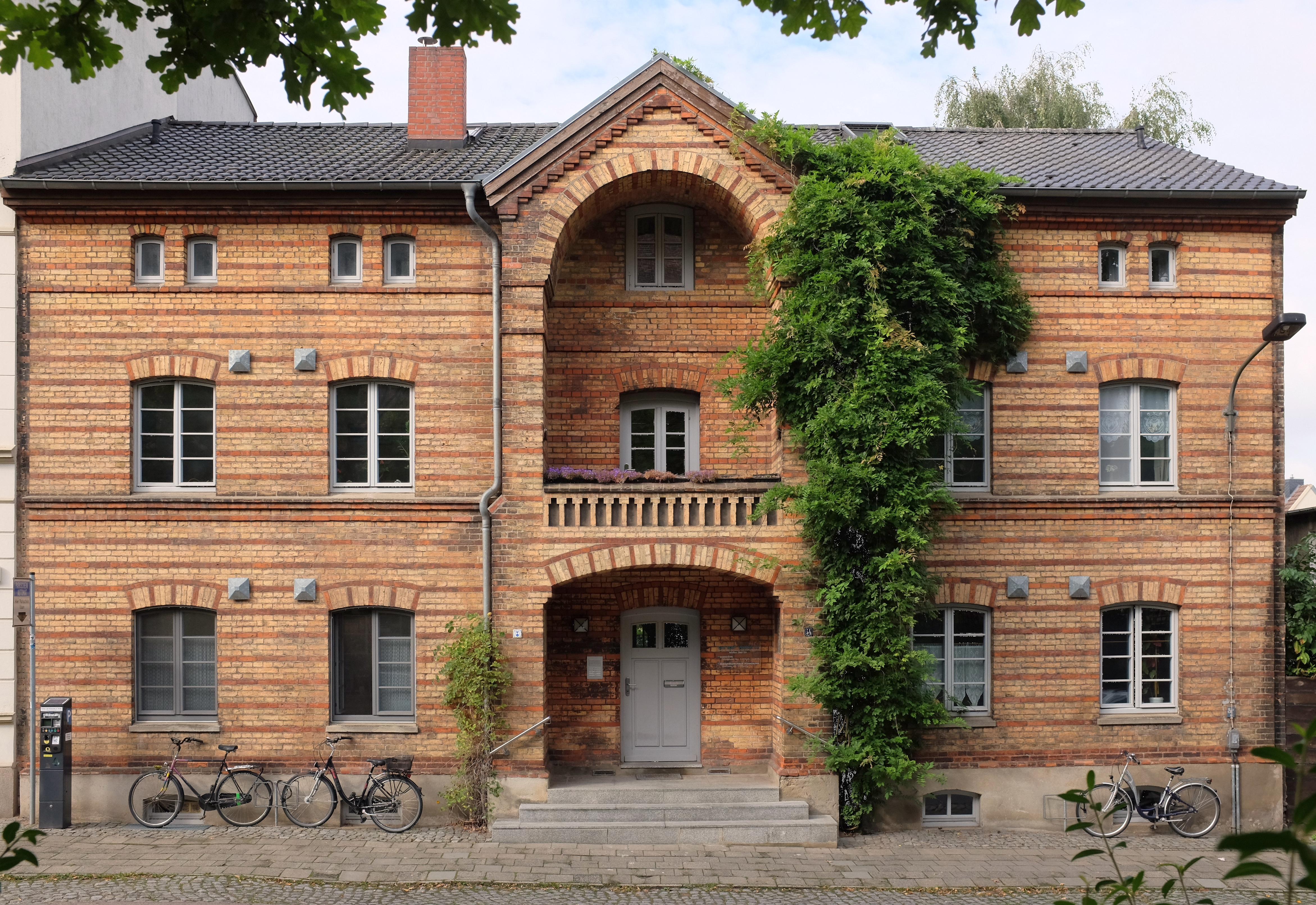
Nr. 54

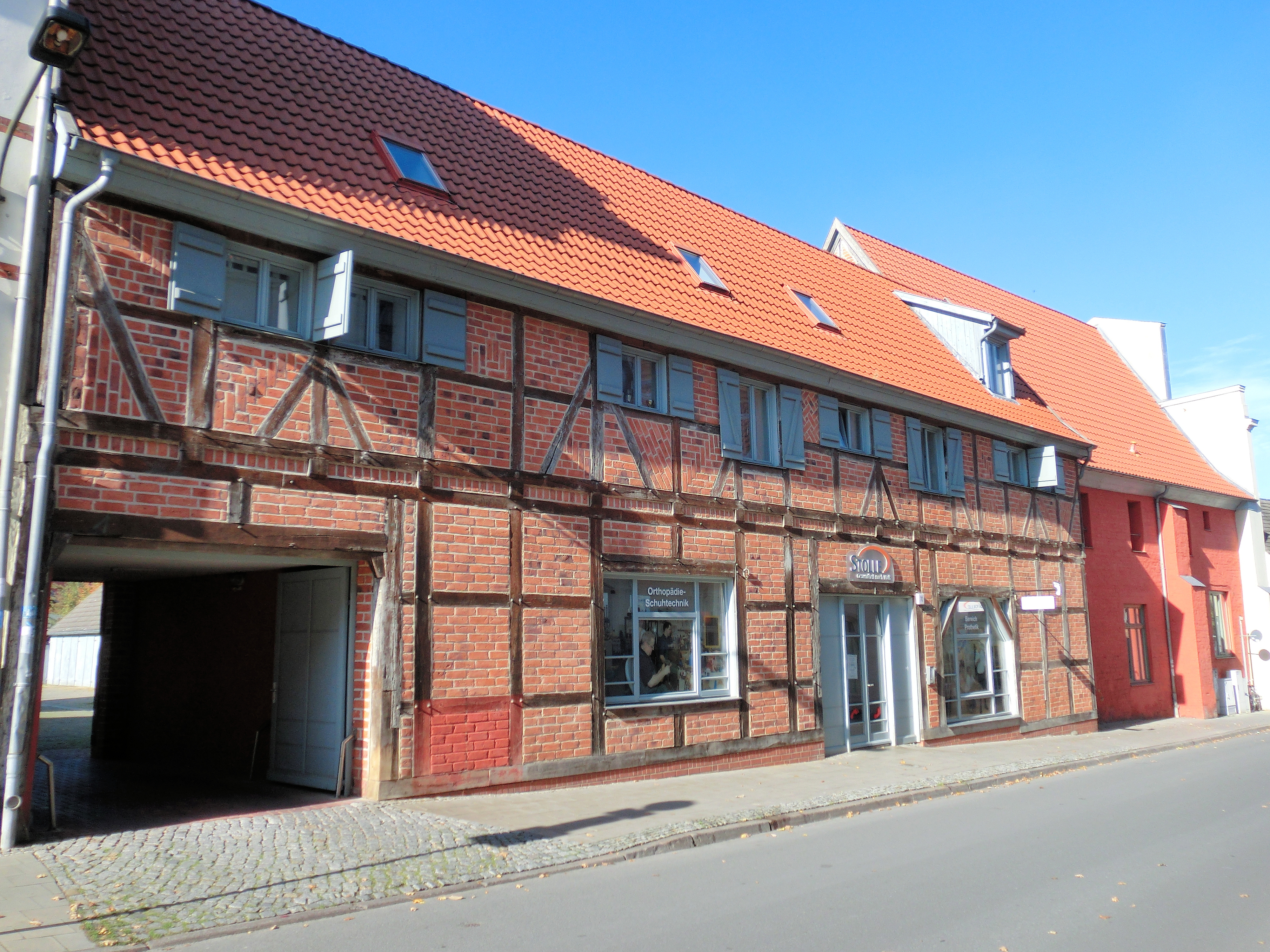
Nr. 70

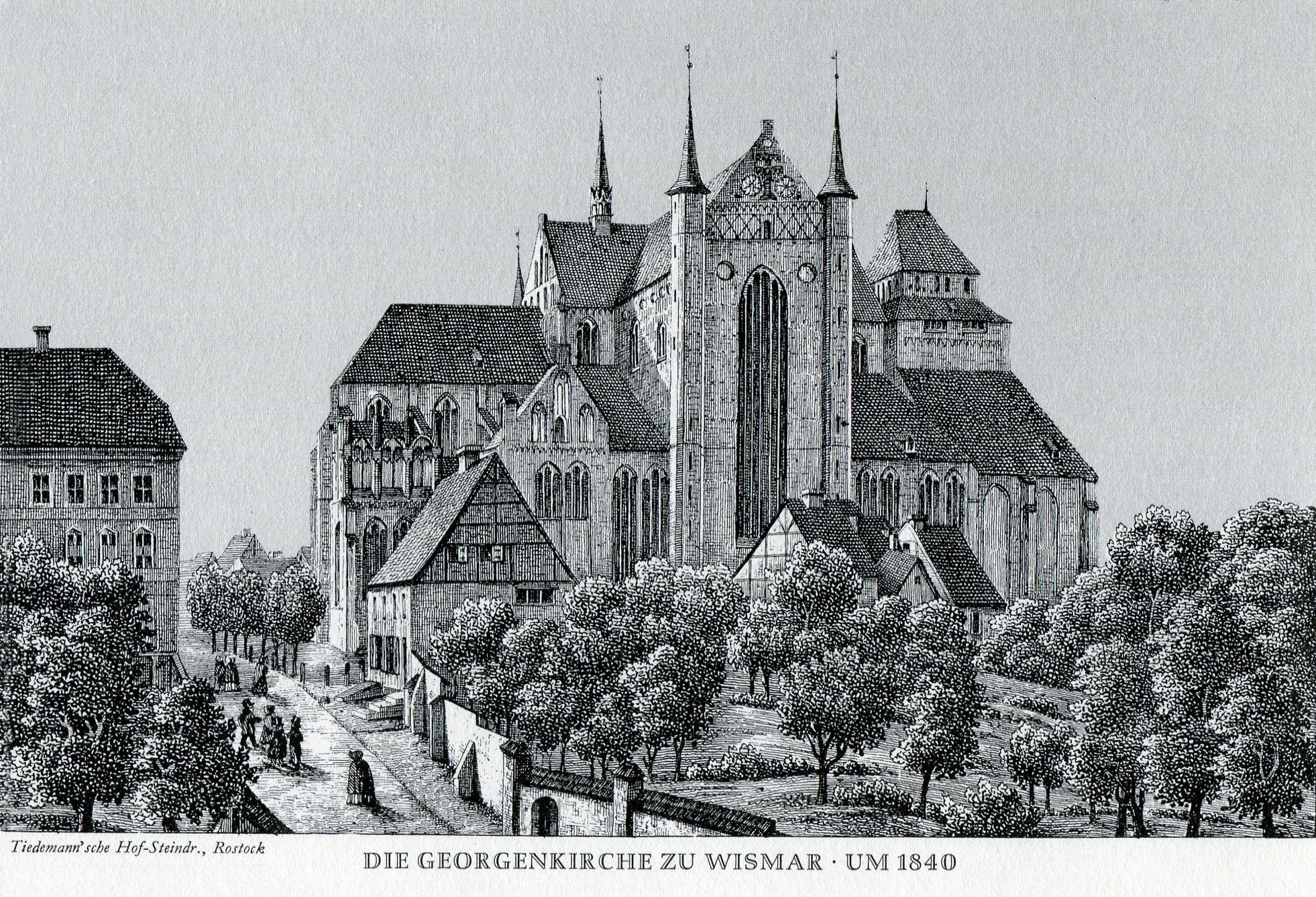
Georgenkirche 1840

Wismar wurde im Mittelalter ein wichtiges Mitglied der Hanse.
Die erste mittelalterliche Pfarrkirche der Neustadt gehörte zur zweiten Phase (bis 1250) der Stadtgründung. Die erste Georgenkirche wurde 1269 erstmals erwähnt. Im ersten Viertel des 14. Jahrhunderts wurde mit dem Neubau der jetzigen Basilika begonnen. 1404 war der Beginn des dritten Bauphase der Kirche. Ein Gebiet westlich der Kirche wurde nun durch einfache Ackerbürger bebaut.

## Gebäude, Anlagen (Auswahl)
An der ruhigen Straße stehen zumeist zwei- bis dreigeschossige Wohnhäuser und die Georgenkirche mit dem geraden Westchor. Die mit (D) gekennzeichneten Häuser stehen unter Denkmalschutz.
- Kurze Baustraße Nr. 9: 3- bis 4-gesch. verklinkerter, wuchtiger ehem. Getreide- und Saatgutspeicher von 1844 (D) an der früheren , Stadtmauer gebaut wohl für Johann Ernst Kindle und mit dann vielen Eigentümern u. a. ab 1921 der Landwirtschaftlichen Hauptgenossenschaft Berlin, ab 1932 der Landwirtschaftlichen Hauptgenossenschaft Raiffeisen Rostock und ab 1953 bis 1990 der Deutschen Saatgut-Handelszentrale; mit Hauskrahn und vier Transportrohren sowie Kreuzgewölbe im Keller und großem Holztragwerk im Dachgeschoss.
- Nr. 2: 2-gesch. Wohnhaus mit Fachwerkkern von um 1900
- Nr. 2a: 2-gesch. St. Georgen Ferienhaus
- Nr. 6: 2-gesch. gründerzeitliches Haus der Wohngruppe Baustraße für Kinder und Jugendliche
- Nr. 26: 2-gesch. Haus mit Stufengiebel
- Nr. 27, Ecke Papenstraße 16: 2-gesch. städtisches großes St.-Georgen-Gasthaus von 1743 an der Baustraße und kleines St.-Georgen-Gasthaus von 1750 an der Papenstraße von Johann Jürgen Hahn (D) mit Walmdach; früher im Alten Stadtbuch als Schneidergasthof bezeichnet, danach ab dem 18. Jh. kleines und großes Georgengasthaus.[3], Umbau für 16 Gästezimmer und acht Wohnungen sowie zusätzliche Fenster in der 2. Hälfte des 19. Jh.; heute Vereinigte Stiftungen der Hansestadt Wismar, Evangelische Musikschule Wismar (EMU)[4]
- Nr. 36: 3-gesch. Wohn- und Geschäftshaus, 2001/02 saniert[5]
- Nr. 54: 2-gesch. Wohnhaus (D) mit Mezzaningeschoss und mittlerem Giebelrisalit mit Arkade und Laube und gelb-roter Verklinkerung; heute mit einer Einrichtung des Vereins Das Boot zur Förderung der Gesundheit und Integration mit Tagesstätte Kompass
- Gotische St.-Georgenkirche von um 1269 (D) aus der dritten Phase der Stadtgründung
- St.-Georgen-Kirchhof Nr. 5 bis 7: 3-gesch. Wohnhäuser, nach längerem Leerstand 1999/2000 saniert[6]
- Nr. 70: 2-gesch. ehem. Speicher (D), Fachwerk mit Rotstein-Ausfachungen; heute saniertes Gebäude mit Sanitätshaus, Wohnungen und Ferienwohnungen sowie im Hof Elterncafé MuP
- Nr. 75 und St.-Georgen-Kirchhof 13/13a: 3-gesch. 1680 erwähnter ehem. Speicher, 1879 Umbau zu zwei Wohnhäusern; saniert 2000[7]
- Lübsche Straße Nr. 72, Eckhaus: 3-gesch. Doppelwohnhaus von 1667 (D) als Giebelhäuser, im frühen 19. Jh. klassizistisch überformt, mit Diele, Kontor und Galerie, Seitenwand mit Fachwerk im OG, seitliche 2-gesch. Kemlade mit bemalter Holzdecke im EG, innen erhaltene Stuckdecken sowie Wand- und Deckenmalerei, saniert 1999/2001 bei unausgebautem DG.[8]